# Valora Effekten Handel
Die Valora Effekten Handel AG (kurz: VEH) ist in Deutschland das älteste und seit der Insolvenz des Konkurrenten AHAG Wertpapierhandelsbank auch das bedeutendste börsenunabhängige Handelshaus für „unnotierte“ Wertpapiere – das heißt für Aktien, Anleihen und Investmentfonds, die an keiner gesetzlich regulierten Börse gehandelt werden. Weiterhin gehandelt werden Aktienpakete, für die es keinen Wertpapierverkaufsprospekt gibt (sogenannte „Investorenpakete“), und Nachbesserungsrechte, die aus Aktienabfindungen resultieren, zu deren Angemessenheit noch ein Spruchverfahren anhängig ist.
Alleinvorstand ist seit Gründung der Gesellschaft Klaus Helffenstein. Die Aktien des Unternehmens werden an der Börse Stuttgart im regulierten Markt und an mehreren anderen deutschen Börsen im Freiverkehr gehandelt. Es stellt Kurse für etwa 150 Wertpapiere und erwirtschaftet mit nur vier Mitarbeitern Jahresumsätze in der Größenordnung von 2 bis 6 Mio. Euro. Die Kurse werden auch über das Börsenportal Ariva veröffentlicht.

## Geschichte

Geschäftszahlen 2002 bis 2015

Seit Gründung im Jahr 1988 bietet Valora Effekten Dienstleistungen im Wertpapierhandel an.
Ihre größten Erfolge hatte VEH zur Zeit des New-Economy-Booms um das Jahr 2000, als die Spekulation mit sogenannten „vorbörslichen“ Aktien, das heißt möglichen Kandidaten für einen Börsengang, bis dahin ungekannte Ausmaße annahm. In dieser Zeit erreichte VEH für kurze Zeit jährliche Umsätze und Gewinne im unteren zweistelligen Millionenbereich. Es folgten einige verlustreiche Jahre.
Seit dem 1. Juni 2012 unterliegt der Handel mit Anteilen von geschlossenen Fonds dem Kreditwesengesetz (KWG). Diese gesetzliche Änderung war ein Signal für eine bestehende Neuordnung des Marktes. Da die VEH AG bereits über alle notwendigen Zulassungen nach dem Kreditwesengesetz verfügte, wurde kurzfristig die neue Handelssparte „Zweitfondsmarkt“ eröffnet.
Als weiteres Angebot des Unternehmens wurde das sogenannte „Ökoportal“ eröffnet, eine Website für die Präsentation ökologisch orientierter Unternehmen, die als Handelspartner für die Rubrik „Ökoaktie“ in Frage kommen.

## Kritik
Gerade im Bereich der nicht gesetzlich geregelten und überwachten Finanzmärkte gibt es auch Aktiengesellschaften, deren Seriosität angezweifelt wird oder die negative Schlagzeilen machen. Auch Unternehmen wie VEH, welche die Aktien solcher manchmal fragwürdigen Emittenten handeln, sind dadurch möglicher Kritik ausgesetzt.